# Lionel Walter Rothschild
Lionel Walter Rothschild (Londres, 8 de febrero de 1868-Londres, 27 de agosto de 1937), ii barón Rothschild, fue un banquero y político inglés, conocido por su excentricidad, su afición a la zoología y por militar en el Partido Conservador.

## Zoología

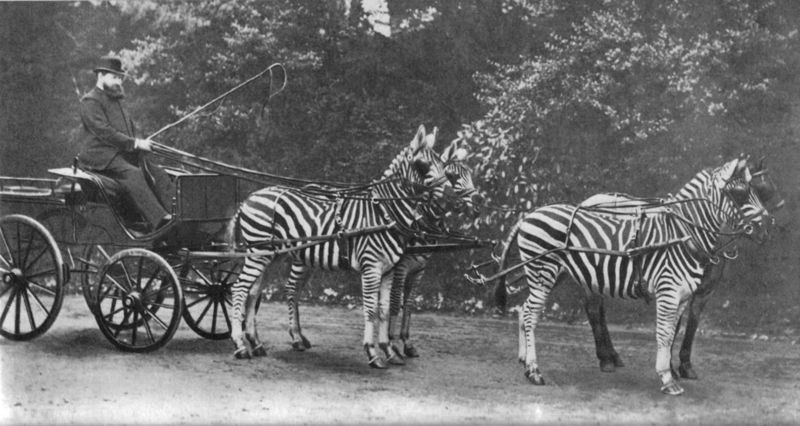
Imagen de Rotshield

Estudió en el Magdalene College de Cambridge. Entre 1889 y 1908 trabajó en la empresa familiar N M Rothschild and Sons de Londres, aunque su gran pasión fue la zoología, especialmente la disección de pájaros y mariposas. En este sentido, fue patrocinador y miembro de varias expediciones zoológicas alrededor del mundo, así como autor de numerosos escritos sobre la materia.
Conocido por su excentricidad, tenía canguros en su jardín y llegó a adiestrar a un grupo de cebras para tirar de su carruaje. Construyó un zoológico particular en la localidad de Tring, cerca de su residencia de Hertfordshire, que se abrió al público en 1892. En 1932, para poder hacer frente a problemas económicos, cedió la mayor parte de su gran colección de pájaros al Museo Americano de Historia Natural. El resto de la colección iría a parar al Museo Británico un poco más tarde, en 1936. El Museo Zoológico Walter Rothschild es hoy una sección del Museo de Historia Natural.

## Actividad política
Fue diputado conservador por Aylesbury entre 1899 y 1910. De ideas sionistas y amigo cercano del líder sionista británico Chaim Weizmann, es conocido por haber sido el destinatario de la Declaración Balfour, una carta enviada por el ministro de Exteriores Arthur Balfour, del Partido conservador, el 2 de noviembre de 1917 en la que se le informaba de la decisión del Gobierno británico de apoyar la construcción de un «hogar nacional judío» en el Mandato Británico de Palestina y se le pedía que pusiera esta decisión en conocimiento de la Federación Sionista. Hay que aclarar sin embargo, que finalmente, treinta años más tarde, en el momento decisivo en 1948, ya muerto Rothschild, fue el Partido laborista el que pidió el reconocimiento del Reino Unido para el Estado de Israel que se estaba creando, con Chaim Weizmann, íntimo amigo de Walter y un gran liberal, como primer presidente de Israel.

## Sucesión
Walter heredó el título de su padre, Nathan Rothschild, i Baron Rothschild, en 1915. A su muerte en 1937, como Walter no había tenido hijos y su hermano menor había muerto antes que él, el título pasó a manos de su sobrino Victor Rothschild.

## Obra
- 1898. Rough notes on the birds of the Bass Rock and neighbouring shores.

- 1907. Extinct Birds

- con Ernst Hartert. List of the collections of birds made by Albert S. Meek in the lower ranges of the Snow Mountains, on the Eilanden River, and on Mount Goliath during the years 1910 and 1911. in: Novitates Zoologicae. Tring 20.1913, 473-527. ISSN 0950-7655 (notas de Lepidoptera colectadas × Albert S. Meek en Irian Jaya durante 1910 a 1911, incluye descripciones de localidades)

- The Avifauna of Laysan and the neighbouring islands with a complete history to date of the birds of the Hawaiian possession.R.H. Porter, Londres 1893-1900.

- con Ernst Hartert. The birds of the Admiralty Islands, north of German New Guinea in: Novitates Zoologicae. 21.1914, p. 281-298, ver en línea de Novitates Zoologicae

## Abreviatura (zoología)
La abreviatura Rothschild  se emplea para indicar a Lionel Walter Rothschild como autoridad en la descripción y taxonomía en zoología.